# Julio Lamas
Julio César Lamas (Buenos Aires, 9 giugno 1964) è un allenatore di pallacanestro argentino.

## Carriera
Con l'Argentina ha vinto l'oro ai FIBA Americas Championship 2011; ha guidato la squadra sudamericana ai Giochi della XXX Olimpiade.

## Palmarès
- Campionato argentino: 5

Boca Juniors: 1996-97
Ben Hur Rafaela: 2004-05
Libertad Sunchales: 2007-08
San Lorenzo: 2015-16, 2016-17
- Liga Sudamericana: 2

Ben Hur Rafaela: 2006
Obras Sanitarias: 2011
- Torneo Interligas de Básquet: 1

Obras Sanitarias: 2011
- LEB: 1

Alicante: 2001-02
- Copa Príncipe de Asturias: 1

Alicante: 2002
- Torneo Súper 8: 1

Libertad Sunchales: 2007
- Torneo Súper 4: 1

San Lorenzo: 2016